# Malakoff – Rue Étienne Dolet (stanice metra v Paříži)
Malakoff – Rue Étienne Dolet je nepřestupní povrchová stanice pařížského metra na lince 13. Leží mimo území Paříže ve městě Malakoff podél železniční tratě z nádraží Montparnasse.

## Historie
Stanice byla otevřena 9. listopadu 1976 při rozšíření linky na jih od stanice Porte de Vanves do Châtillon - Montrouge.

## Název
Jméno stanice se skládá ze dvou částí. Malakoff podle města, ve kterém se nachází a Rue Étienne Dolet podle nedaleké ulice Rue Étienne Dolet. Étienne Dolet (1509–1546) byl tiskař a humanista, který byl odsouzen za kacířství a popraven v Paříži.